# Пеньковский, Валентин Антонович
Валенти́н Анто́нович Пенько́вский (белор. Валянцін Антонавіч Пянькоўскі; 1 (14) апреля 1904, Могилёв — 26 апреля 1969, Минск) — советский военачальник, генерал армии (1961).

## Биография и служба в 1920—1941 годах

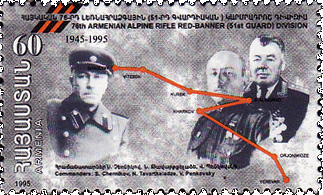
Командиры: С. В. Черников, Н. Т. Таварткиладзе и В. А. Пеньковский, 51-я гвардейская стрелковая дивизия (76-я стрелковая). Марка Армении, 1995.

Белорус. Сын рабочего-железнодорожника. В Красной Армии с октября 1920 года, поступил добровольцем в возрасте 16 лет. Служил красноармейцем в частях Войск внутренней охраны республики (ВОХР) в городе Орша, участвовал в Гражданской войне 1918—1920 гг. В 1922 году окончил 21-е кавалерийские курсы Петроградского военного округа. Во время учёбы был зачислен в состав сводного эскадрона курсантов и в его рядах участвовал в ликвидации белофинской авантюры в Карелии. После окончания курсов с сентября 1922 года служил на них же помощником командира взвода. В декабре 1922 года зачислен курсантом во 2-ю кавалерийскую школу в Петрограде. В апреле 1923 года уволен в запас в связи с сокращением РККА.
Вернулся в Оршу, работал секретарём в окружном комитете комсомола, также вступил в местный отряд ЧОН и активно участвовал в борьбе с бандитизмом.
В октябре 1924 года добился повторного зачисления в Красную Армию, был направлен на учёбу. В 1927 году окончил Объединённую Белорусскую военную школу имени ЦИК Белорусской ССР в Минске. После её окончания оставлен в школе, служил командиром взвода курсантов, курсовым командиром. С октября 1929 года — командир артиллерийской батареи 27-го артиллерийского полка 27-й Омской стрелковой дивизии Белорусского военного округа (Витебск). С мая 1931 года служил в 8-м полку противовоздушной обороны в том же округе: помощник командира и командир учебного дивизиона, помощник командира полка по материально-техническому обеспечению.
В 1933 году окончил Курсы усовершенствования комсостава зенитной артиллерии в Севастополе. С мая 1933 года — командир отдельного зенитного дивизиона в Кременчуге, с мая 1935 — командир дивизиона курсантов в Севастопольском училище зенитной артиллерии.
В июне 1938 года капитан В. А. Пеньковский был арестован органами НКВД СССР и в том же месяце уволен из Красной Армии. Почти 2 года находился в тюрьме под следствием, освобождён в апреле 1940 года за отсутствием вины. После освобождения восстановлен в РККА, назначен командиром 254-го отдельного зенитного дивизиона в Киевском военном округе, с октября 1940 года учился на Курсах усовершенствования комсостава зенитной артиллерии в Евпатории. После их окончания, с мая 1941 года — заместитель начальника штаба Киевской зоны ПВО и одновременно заместитель начальника Управления ПВО Киевского особого военного округа.

## Великая Отечественная война
Майор Пеньковский В. А. участвовал в Великой Отечественной войне с первого дня, участвуя в защите от ударов Люфтваффе городов Украинской ССР и войск Юго-Западного фронта. С августа 1941 года — начальник штаба Управления ПВО Юго-Западного фронта. Участник приграничного оборонительного сражения на Западной Украине, Киевской и Сумско-Харьковской оборонительных операциях. Оказавшись в окружении во время Киевской катастрофы войск Юго-Западного фронта, вывел из котла большую группу бойцов и командиров с оружием. В марте 1942 года назначен начальником ПВО 40-й армии Юго-Западного фронта, но в должность не вступил и вскоре это назначение было отменено. В апреле 1942 года назначен начальником ПВО 21-й армии на том же фронте.
В мае 1942 года переведён из Войск ПВО на самостоятельную командную работу и назначен командиром 76-й стрелковой дивизии имени К. Е. Ворошилова в составе 21-й армии, которая воевала на Юго-Западном и Сталинградском фронте. Хорошо проявил себя в тяжелых сражениях Воронежско-Ворошиловградской операции и оборонительного этапа Сталинградской битвы.
В августе 1942 года командующий армией генерал А. И. Данилов назначил полковника В. А. Пеньковского, как лучшего командира дивизии в армии, на должность начальника штаба 21-й армии. На этой должности Пеньковский воевал до Победы, в том числе — когда армия за выдающиеся боевые успехи в апреле 1943 года была переименована в 6-ю гвардейскую армию. Во главе штаба армии воевал на Юго-Восточном, с сентября 1942 — на Сталинградском, с октября 1942 — на Донском, с весны 1943 — на Воронежском, с октября 1943 — на 2-м Прибалтийском, с мая 1944 — 1-м Прибалтийском, с февраля 1945 — вновь на 1-м Прибалтийском, с апреля 1945 — на Ленинградском фронтах. Успешно руководил работой штаба армии в Курской битве, в Белгородско-Харьковской наступательной операции, в битве за Днепр, в Белорусской и Прибалтийской наступательных операциях, в блокаде Курляндской группировки немецких войск.
С июня 1945 года — начальник штаба 25-й армии Приморской группы войск Дальневосточного фронта. В составе 1-го Дальневосточного фронта армия успешно действовала в Харбино-Гиринской наступательной операции советско-японской войны.

## После войны
После войны до мая 1946 года — начальник штаба 25-й армии Приморского военного округа (армия дислоцировалась на территории Северной Кореи с штабом в Пхеньяне). В 1947 году окончил Высшие академические курсы при Высшей военной академии имени К. Е. Ворошилова. Затем — начальник штаба Прикарпатского военного округа (январь 1947 — март 1950), Приморского военного округа (апрель 1950 — май 1953), Забайкальского военного округа (июнь 1953 — сентябрь 1954), Дальневосточного военного округа (сентябрь 1954 — март 1956). С марта 1956 года — командующий войсками Дальневосточного военного округа. С июля 1961 года — командующий войсками Белорусского военного округа.
С июля 1964 года — заместитель министра обороны СССР по боевой подготовке, с мая 1968 — военный инспектор-советник Группы генеральных инспекторов Министерства обороны СССР.
Член КПСС с 1926 года. Кандидат в члены ЦК КПСС (1961—1969). Депутат Верховного Совета СССР 5-7-го созывов (1958—1969). В начале 1960-х годов был депутатом Верховного Совета Белорусской ССР и членом ЦК Компартии Белоруссии.
Скончался 26 апреля 1969 года. Похоронен в Минске на Восточном кладбище.
Место погребения генерала армии В. А. Пеньковского обозначено прямоугольной плитой надгробия. Над ним на высоком четырёхгранном постаменте из чёрного полированного гранита установлен бюст полководца, выполненный из бронзы. На фронтальной плоскости выгравирована и покрыта золотом надпись: «ГЕНЕРАЛ АРМИИ / ПЕНЬКОВСКИЙ / ВАЛЕНТИН / АНТОНОВИЧ / 1904 — 1969».

## Отзывы современников
Из воспоминаний Героя Советского Союза генерал-полковника Чистякова И. М., командующего 21-й, 6-й гвардейской и 25-й армиями, с октября 1942 по сентябрь 1945 годов, где В. А. Пеньковский был бессменным начальником штаба армий:

Имея широкую общую и военную подготовку, В. А. Пеньковский обладал к тому же незаурядными организаторскими способностями. Физически очень крепкий, неутомимый, он заражал окружающих своей энергией. Был Валентин Антонович человеком очень отзывчивым. Как у многих, были у него любимые словечки. Если обращался к нему с неприятным для себя вопросом взволнованный человек, Пеньковский обычно скажет ему бодро: «Уля-я-я! Ну, а теперь давай разберемся…»
Это его «Уля-я-я!» действовало на людей как-то ободряюще, успокаивающе.
В столовую он приходил всегда с одной просьбой: «Бульбы, бульбы дайте поскорее…»
Жизнь у него на войне была, понятно, напряженной до предела. И хоть внешне он был всегда спокоен, нервы порой немного сдавали, и в свободную минуту он просил меня: «Давай, Иван Михайлович, поскачем на лошадях». Это было для него своеобразной разрядкой. Когда после падения гитлеровской Германии меня направляли на войну с Японией, командовать 25-й армией, И. В. Сталин предложил мне взять с собой тех генералов и офицеров из 6-й гвардейской, кого сочту нужным. Понятно, что первым был В. А. Пеньковский…

На редкость быстро и четко умел В. А. Пеньковский организовать работу всех отделов штаба нашей армии для выполнения той или иной задачи.— Чистяков И. М. Служим Отчизне. — 2-е изд. — М.: Воениздат, 1985. — 288 с., 10 л. ил. — (Военные мемуары). Литературная запись Г. С. Комиссаровой. — Глава «На плацдарме у Клетской».

## Связь с Олегом Пеньковским
Установлено, что полковник Главного разведывательного управления Олег Пеньковский, расстрелянный по приговору Военной коллегии Верховного суда СССР в 1963 году по обвинению в шпионаже в пользу США и Великобритании, не был внучатым племянником В. А. Пеньковского.
Председатель КГБ в 1961—1967 гг. В. Е. Семичастный в своих воспоминаниях пишет буквально следующее:
Не подтвердились и рассказы Пеньковского о том, что брат его деда, Валентин Антонович Пеньковский, был начальником штаба военного округа на Дальнем Востоке, а потом в Белоруссии. Такой человек действительно существовал и названные посты занимал. В Великую Отечественную войну он сражался под командованием Родиона Яковлевича Малиновского. Однако тот Пеньковский не имел с нашим «героем» ничего общего, кроме фамилии. Такой вымысел нужен был Олегу Пеньковскому для того, чтобы усилить свою значимость в глазах западных партнеров…

## Награды
- 2 ордена Ленина (30.04.1947, 13.04.1964);
- 5 орденов Красного Знамени (13.12.1941, 04.02.1943, 03.11.1944, 13.06.1952, 22.02.1968);
- 2 ордена Кутузова 1-й степени (22.07.1944, 08.09.1945);
- орден Суворова 2-й степени (29.06.1945);
- орден Кутузова 2-й степени (27.08.1943);
- медали
- Командорский крест со звездой ордена Возрождения Польши (Польская Народная Республика)
- Медаль «Братство по оружию» (Польская Народная Республика)
- Медаль «За освобождение Кореи» (Корейская Народно-Демократическая Республика)
- Две медали «Китайско-советская дружба» (Китайская Народная Республика)

## Воинские звания
- Капитан (1936)
- Майор (1940 или 1941)
- Подполковник (1941)
- Полковник (1941)
- Генерал-майор (1.10.1942)
- Генерал-лейтенант (13.09.1944)
- Генерал-полковник (8.08.1955)
- Генерал армии (5.05.1961)

## Почётные звания
- Почётный гражданин Полоцка